# Mathias Frank
Mathias Frank (Roggliswil, 9 dicembre 1986) è un ex ciclista su strada svizzero, professionista dal 2008 al 2021, ha vinto una tappa alla Vuelta a España 2016.

## Carriera
Passa professionista nel 2008 con il team Gerolsteiner dopo alcuni mesi da stagista nella stagione precedente. Con le sue buone doti di scalatore si mette in mostra in occasione del Tour de Suisse 2010, riuscendo a conquistare ben due classifiche minori, quella del Gran Premio della Montagna e quella sprint. Pochi giorni dopo prende il via al Tour de France, tuttavia rimane vittima di una brutta caduta nel prologo ed è costretto a ritirarsi il giorno dopo.
Nel 2015 ottiene il piazzamento di maggior prestigio della carriera, chiudendo all'ottavo posto il Tour de France, riportando la Svizzera fra i primi 10 del Tour 16 anni dopo il secondo posto di Alex Zülle e il quarto di Laurent Dufaux del 1999. Alla Vuelta a España 2016 ottiene il primo successo della carriera in un Grande Giro: nella 17ª tappa anticipa i compagni di fuga assieme a Dario Cataldo, stacca l'italiano sulle prime rampe del Mas de la Costa e resiste alla rimonta di Leopold König.

## Palmarès
- 2007 (Under-23, quattro vittorie)

5ª tappa Internationale Thüringen Rundfahrt
Classifica generale Internationale Thüringen Rundfahrt
4ª tappa Grand Prix Tell
Campionati svizzeri, Prova a cronometro Under-23
- 2008 (Gerolsteiner, una vittoria)

Grand-Prix Triberg-Schwarzwald
- 2009 (BMC Racing Team, una vittoria)

Classifica generale Grand Prix Tell
- 2013 (BMC Racing Team, tre vittorie)

4ª tappa Österreich-Rundfahrt (Matrei in Osttirol > Sankt Johann/Alpendorf)
5ª tappa Österreich-Rundfahrt (Sankt Johann/Alpendorf > Sonntagberg)
2ª tappa USA Pro Cycling Challenge (Aspen > Breckenridge)
- 2014 (IAM Cycling, due vittorie)

3ª tappa Critérium International (Porto Vecchio > Col de l'Ospedale)
2ª tappa Giro di Baviera (Freilassing > Reit im Winkl)
- 2016 (IAM Cycling, una vittoria)

17ª tappa Vuelta a España (Castellón > Lucena/Camins del Penyagolosa)

### Altri successi
- 2010 (BMC Racing Team)

Classifica scalatori Tour de Suisse
Classifica sprint Tour de Suisse
- 2012 (BMC Racing Team)

1ª tappa Giro del Trentino (Riva del Garda > Arco, cronosquadre)
Classifica miglior svizzero Tour de Suisse
- 2014 (IAM Cycling)

Classifica a punti Critérium International
Classifica scalatori Critérium International
Classifica miglior svizzero Tour de Suisse
- 2017 (AG2R La Mondiale)

Classifica miglior svizzero Tour de Suisse

## Piazzamenti

### Grandi Giri
- Giro d'Italia

2011: 85º
2012: 83º
- Tour de France

2010: non partito (1ª tappa)
2014: non partito (8ª tappa)
2015: 8º
2016: ritirato (14ª tappa)
2017: 30º
2018: 55º
2019: 48º
- Vuelta a España

2008: ritirato (13ª tappa)
2011: 94º
2016: 37º
2020: ritirato (1ª tappa)

### Classiche monumento
- Milano-Sanremo

2017: 94º
- Liegi-Bastogne-Liegi

2011: 88º
2013: 122º
2014: 27º
2015: ritirato
2020: ritirato
- Giro di Lombardia

2012: ritirato
2013: ritirato
2014: 69º
2016: ritirato
2017: 16º
2018: 32º
2019: 21º
2020: 44º

### Competizioni mondiali
- Campionati del mondo

Mendrisio 2009 - In linea Elite: ritirato
Limburgo 2012 - In linea Elite: 63º
Toscana 2013 - In linea Elite: ritirato
Innsbruck 2018 - In linea Elite: 26º

### Competizioni europee
- Campionati europei

Plumelec 2016 - In linea Elite: 25º

## Riconoscimenti
- Mendrisio d'argento del Velo Club Mendrisio nel 2007